# Christkönigskirche (Trumieje)

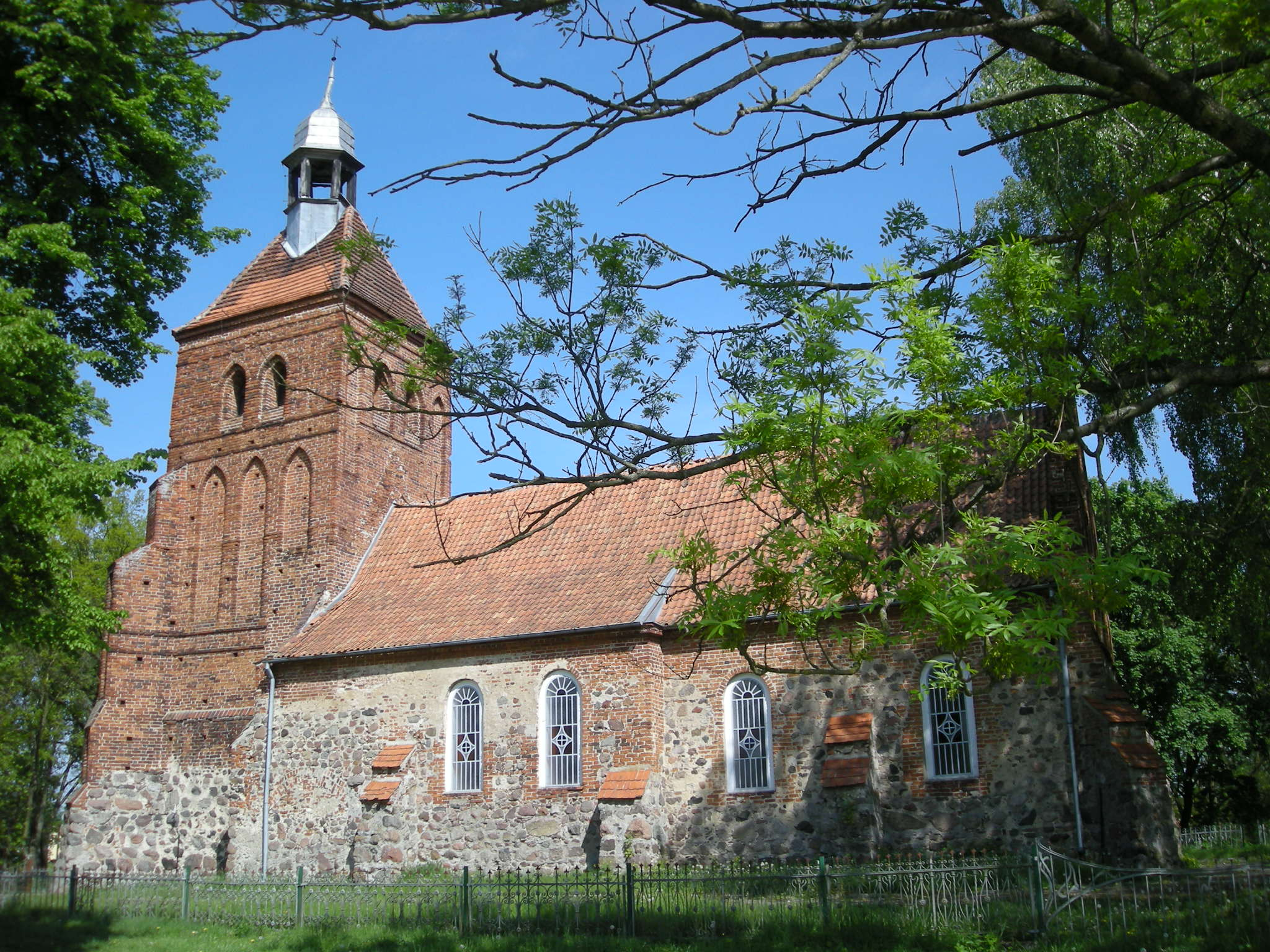
Christkönigskirche in Trumieje

Die römisch-katholische Christkönigkirche (polnisch Kościół pw. Chrystusa Króla) in Groß Tromnau, heute Trumieje und in der polnischen Woiwodschaft Pommern gelegen, gehörte ehemals zum Bistum Pomesanien des Deutschordenslandes.

## Baugeschichte
Der Ort wurde nach 1285 vom Ritter Dietrich gen. Stange gegründet. Im Jahr 1293 wurde dem Ritter der Besitz von Groß Tromnau bestätigt. Der Kirchenbau datiert in das zweite Drittel des 14. Jahrhunderts. In dieser Zeit wurden Chor, Langhaus und das untere Geschoss des Turms errichtet. Die oberen Partien des Turmes entstanden vermutlich im letzten Drittel desselben Jahrhunderts. Hinweise auf einen zweiten Bauabschnitt sind am Materialwechsel, an Mauerrücksprüngen und an der unvollendeten Portalrahmung erkennbar. Bei einer Restaurierung 1849–1851 wurden Triumphbogen und Zwischengiebel entfernt, Dach und Mauerkrone erneuert sowie Fenster an der Südseite ersetzt. Die Sakristei wurde nach Westen verlängert. 
Die Kirche war von 1554 bis 1945 evangelisch und gehörte zuletzt zum Kirchenkreis Marienwerder in der Kirchenprovinz Ostpreußen der Evangelischen Kirche der altpreußischen Union (APU). 

## Architektur
Die Kirche ist ein Saalbau ohne Gewölbe mit eingezogenem Rechteckchor, einem Westturm und Strebepfeilern. Umfassungsmauern von Chor und Langhaus sowie das untere Turmgeschoss bis zur halben Höhe bestehen aus Feldstein, das restliche Mauerwerk aus Backstein im gotischen, teils unregelmäßigen Mauerwerksverband. Der ungewölbte Rechteckchor ist von an den Kanten schräg stehenden Strebepfeilern begleitet. Die Südwand hat zwischen den Strebepfeilern jeweils ein erneuertes Fenster. In der Ostwand befindet sich ein kleines, vermauertes Spitzbogenfenster, darunter bilden vier Backsteine ein Kreuz. Ein Putzband bildet den horizontalen Abschluss. Im Langhaus sind zwei Fenster auf der Südseite neueren Datums, die Nordseite ist fensterlos. An den westlichen Kanten fehlen die Strebepfeiler. Das Westportal ist mit profiliertem Backstein mit Birnstab gestaltet. Die tonnengewölbte Sakristei ist nördlich am Chor angebaut und nach Westen verlängert.
Der dreigeschossige Westturm ist mit dem Langhaus verbunden. Auffällig sind die hohen Strebepfeiler an den Ostkanten und das gestufte Westportal, das von profilierten Lisenen flankiert ist. Dieser Bereich endet etwas unvermittelt, was darauf hindeuten könnte, dass ein ursprünglich vorgesehener oberer Abschluss der Rahmung (evtl. nach Vorbild von Graudenz) nicht mehr ausgeführt wurde. Die rechtwinklig stehenden Strebepfeiler an der Ostkante des Turms finden Parallelen bei Kirchen in Deutsch Eylau, Riesenburg und Rosenberg, während die hochreichenden Turmstreben an Szczepanken, die Portalrahmung an Graudenz erinnern. Oberhalb des Portals befinden sich ein eingetieftes Putzband und drei Spitzbogenblenden. Die oberen Geschosse weisen Spitzbogenblenden und Schallöffnungen auf und sind durch horizontale Putzbänder getrennt. Der Ostgiebel ist als sechsachsiger Dreiecksgiebel mit durchlaufenden Spitzbogenblenden gestaltet. Die Giebelspitze ist mit einer Kreisblende geschmückt, flankiert von kräftigen Fialen auf den Giebelschrägen. Der Giebel springt gegenüber dem Unterbau leicht zurück.